# L'Enquête (film, 1914)
Pour les articles homonymes, voir Enquête.
Pour plus de détails, voir Fiche technique et Distribution.
L'Enquête (L'istruttoria) est un film italien réalisé par Enrico Guazzoni, sorti en 1914.

## Fiche technique
- Titre : L'Enquête
- Titre original : L'istruttoria
- Réalisation : Enrico Guazzoni
- Pays d'origine : Royaume d'Italie
- Format : Noir et blanc - 1,33:1 - Film muet
- Genre : drame
- Date de sortie : 1914

## Distribution
- Mario Almirante
- Rodolfo Badaloni
- Odoardo Bonafini
- Pio Campa
- Nino Lacchini
- Corrado Racca
- Ruggero Ruggeri